# Іан Коул
Іан Дуглас Коул (англ. Ian Douglas Cole; нар. 21 лютого 1989, Енн-Арбор) — американський хокеїст, захисник клубу НХЛ «Піттсбург Пінгвінс».
Двічі ставав володарем Кубка Стенлі.

## Ігрова кар'єра
Хокейну кар'єру розпочав 2005 року.
2007 року був обраний на драфті НХЛ під 18-м загальним номером командою «Сент-Луїс Блюз».
Захищав кольори професійної команди «Сент-Луїс Блюз». Наразі ж грає за клуб НХЛ «Піттсбург Пінгвінс».
У 2016 та 2017 роках, граючи за команду «Піттсбург Пінгвінс», ставав володарем Кубка Стенлі.
Наразі провів 431 матч у НХЛ, включаючи 56 ігор плей-оф Кубка Стенлі.

## Статистика

### Клубні виступи
| Сезон        | Клуб                 | Ліга         | Регулярний сезон | Регулярний сезон | Регулярний сезон | Регулярний сезон | Регулярний сезон | Плей-оф | Плей-оф | Плей-оф | Плей-оф | Плей-оф |
| Сезон        | Клуб                 | Ліга         | І                | Г                | П                | О                | ШХ               | І       | Г       | П       | О       | ШХ      |
| ------------ | -------------------- | ------------ | ---------------- | ---------------- | ---------------- | ---------------- | ---------------- | ------- | ------- | ------- | ------- | ------- |
| 2005–06      | США                  | ПАХЛ         | 40               | 2                | 8                | 10               | 75               | —       | —       | —       | —       | —       |
| 2006–07      | США                  | ПАХЛ         | 16               | 2                | 7                | 9                | 28               | —       | —       | —       | —       | —       |
| 2007–08      | Університет Нотр-Дам | ЦСХА         | 43               | 8                | 12               | 20               | 40               | —       | —       | —       | —       | —       |
| 2008–09      | Університет Нотр-Дам | ЦСХА         | 38               | 6                | 20               | 26               | 58               | —       | —       | —       | —       | —       |
| 2009–10      | Університет Нотр-Дам | ЦСХА         | 30               | 3                | 19               | 22               | 55               | —       | —       | —       | —       | —       |
| 2009–10      | «Преорія Рівермен»   | АХЛ          | 9                | 1                | 4                | 5                | 4                | —       | —       | —       | —       | —       |
| 2010–11      | «Преорія Рівермен»   | АХЛ          | 44               | 5                | 10               | 15               | 63               | —       | —       | —       | —       | —       |
| 2010–11      | «Сент-Луїс Блюз»     | НХЛ          | 26               | 1                | 3                | 4                | 35               | —       | —       | —       | —       | —       |
| 2011–12      | «Преорія Рівермен»   | АХЛ          | 22               | 1                | 3                | 4                | 26               | —       | —       | —       | —       | —       |
| 2011–12      | «Сент-Луїс Блюз»     | НХЛ          | 26               | 1                | 5                | 6                | 22               | 2       | 0       | 0       | 0       | 0       |
| 2012–13      | «Преорія Рівермен»   | АХЛ          | 34               | 3                | 11               | 14               | 43               | —       | —       | —       | —       | —       |
| 2012–13      | «Сент-Луїс Блюз»     | НХЛ          | 15               | 0                | 1                | 1                | 10               | —       | —       | —       | —       | —       |
| 2013–14      | «Сент-Луїс Блюз»     | НХЛ          | 46               | 3                | 8                | 11               | 31               | —       | —       | —       | —       | —       |
| 2014–15      | «Сент-Луїс Блюз»     | НХЛ          | 54               | 4                | 5                | 9                | 44               | —       | —       | —       | —       | —       |
| 2014–15      | «Піттсбург Пінгвінс» | НХЛ          | 20               | 1                | 7                | 8                | 7                | 5       | 0       | 2       | 2       | 8       |
| 2015–16      | «Піттсбург Пінгвінс» | НХЛ          | 70               | 0                | 12               | 12               | 59               | 24      | 1       | 2       | 3       | 14      |
| 2016–17      | «Піттсбург Пінгвінс» | НХЛ          | 81               | 5                | 21               | 26               | 72               | 25      | 0       | 9       | 9       | 22      |
| 2017–18      | «Піттсбург Пінгвінс» | НХЛ          | 37               | 2                | 6                | 8                | 34               |         |         |         |         |         |
| Усього в НХЛ | Усього в НХЛ         | Усього в НХЛ | 375              | 17               | 68               | 85               | 314              | 56      | 1       | 13      | 14      | 44      |

### Збірна
| Рік              | Команда          | Турнір           | Місце            | І  | Г | П | О | ШХ |
| ---------------- | ---------------- | ---------------- | ---------------- | -- | - | - | - | -- |
| 2007             | США              | МЧС              | 3                | 7  | 4 | 1 | 5 | 6  |
| 2008             | США              | МЧС              | 4-е              | 6  | 0 | 0 | 0 | 6  |
| 2009             | США              | МЧС              | 5-е              | 6  | 2 | 2 | 4 | 4  |
| Молодіжна збірна | Молодіжна збірна | Молодіжна збірна | Молодіжна збірна | 19 | 6 | 3 | 9 | 16 |